# Ordre de bataille confédéré de McDowell
L'ordre de bataille confédéré de McDowell présente les unités et commandants de l'armée des États confédérés qui ont combattu le 8 mai 1862 lors de la bataille de McDowell de la guerre de Sécession. L'ordre de bataille unioniste est indiqué séparément.

## Abréviations utilisées

### Grade militaire
- Général
- Lieutenant général
- Major général
- Brigadier général
- Colonel
- Lieutenant-colonel
- Commandant
- Capitaine
- Premier lieutenant

### Autre
- (b) = blessé
- mb = mortellement blessé
- † = tué
- (PDG) = capturé

## Commandement de Jackson
Major général Thomas J. Jackson

### District de la vallée
Major général Thomas J. Jackson
| Division                                            | Brigade                                                   | Régiments et autres |
| --------------------------------------------------- | --------------------------------------------------------- | --- |
| Division de Jackson Major général Thomas J. Jackson | Deuxième brigade Colonel John Campbell                    | - 21st Virginia Infantry - Lieutenant-colonel John M. Patton, Jr. - 42nd Virginia Infantry - Lieutenant-colonel D.L. Langhorne - 48th Virginia Infantry - Commandant James C. Campbell - 1st Virginia (Irish) Battalion - Capitaine B.W. Leigh |
| Division de Jackson Major général Thomas J. Jackson | Troisième brigade Brigadier général William B. Taliaferro | - 10th Virginia Infantry - Colonel Simeon B. Gibbons (†) - 23rd Virginia Infantry - Colonel Alexander Taliaferro - 37th Virginia Infantry - Colonel Samuel V. Fulkerson                                                                        |

### Armée du nord-ouest
Brigadier général Edward "Allegheny" Johnson  (b)
| Brigades                                      | Régiments et autres |
| --------------------------------------------- | --- |
| Brigade de Conner Colonel Zephaniah T. Conner | - 12th Georgia Infantry - Commandant Willis A. Hawkins - 25th Virginia Infantry - Colonel George H. Smith (b) - 31st Virginia Infantry - Lieutenant-colonel William L. Jackson |
| Brigade de Scott Colonel William C. Scott     | - 44th Virginia Infantry - Commandant Norvell Cobb - 52nd Virginia Infantry - Colonel Michael G. Harman - 58th Virginia Infantry - Colonel Francis H. Board                    |